# عايد علقم
عايد علقم (24 تموز 1961)؛ ممثل ومخرج وكاتب سيناريو ومقدّم برامج أردني من أصول فلسطينية. حاصل على دبلوم فن تشكيلي وعمل مدرساً لفترة بسيطة، بدأ مشواره الفني في منتصف الثمانينات حيث قدم كممثل العديد من المسرحيات واشترك بعد ذلك ببطولة مسلسلات تلفزيونية وتوقف عن التمثيل وذلك لاتجاهه إلى الإخراج التلفزيوني وتقديم البرامج وكانت برامجه تحمل الطابع السياسي حيث عمل أيضًا مديرًا لعدة قنوات فضائية منها قناة عودة، قناة نورمينا، قناة برايم تي في وقناة الفلوجة، وحصل على عدة جوائز تقديرية.

## أعماله

### تمثيل
- معقول يا ناس
- حارة الزين
- آباء وأبناء
- بصمات الزمن
- أشواك المجد
- المغامران
- الزمن المر
- قصة مثل
- الكف والمخرز
- فيلم سينمائي حكاية شرقية
- أحلام عبد السلام
- جرح الغزالة
- الشافعي
- الحد الفاصل
- الدنيا بخير
- الأنباط
- الهجير
- دموع ملونة
- عائلة رضا
- قناديل الفجر
- الحاج العربي
- عامل وطن
- غبار السنين
- الحكي النا
- نفوس حائره
- القلب الكبير
- قبائل الشرق
- العسل المر

### كتابة سيناريو
- مسلسل الجذور السوداء وقد نفذ عام 1995 واشترك فيه نجوم سوريين ومجموع حلقاته 17 حلقة تلفزيونية.
- مسلسل سيرة شما مسلسل بدوي اشترك فيه ممثلين أردنيين وسوريين ومجموع حلقاته 13 حلقة تلفزيونية.
- مسلسل الدنيا بخير اشترك فيه ممثلين أردنيين وسوريين ومجموع حلقاته 12 حلقة تلفزيونية.
- مسلسل نوادر وحكايا  تاريخي اشترك فيه ممثلين سوريين وسعوديين.30 حلقة تلفزيونية
- مسلسل الكل يأخذ نصيبه  اشترك فيه ممثلين من البحرين ومن السعودية والأردن مجموع حلقاته 12 حلقة تلفزيونية.
- مسلسل أبطال الحروف 30 حلقة تلفزيونية اشترك فيه ممثلين من السعودية والبحرين.
- سلسة من قبس من حياة الرسول 30 حلقة تلفزيونية اشترك فيه ممثلين من سوريا.
- مسلسل قصة مثل 30 حلقة تلفزيونية اشترك فيه ممثلين من الأردن.
- مسلسل ليلة عاصفة ثلاث حلقات تلفزيونية واشترك فيه ممثلين من الأردن
- سلسة من رايات الإسلام 15 حلقة تلفزيونية اشترك فيه ممثلين من الأردن وكان مسابقات إلى ART .
- أبطال الحروف  شارك فيه ممثلين سعوديين
- رمل الذاكرة شارك فيه فنانين عرب من مصر والأردن وسوريا ولبنان وفلسطين

## الإخراج
- مسلسل الجذور السوداء
- مسلسل الدنيا بخير
- مسلسل الكل يأخذ نصيبه
- مسلسل أبطال الحروف
- سلسلة قبس من حياة الرسول
- مسلسل خيمة على الطريق
- مسلسل نجمة بين الغيوم
- مسلسل الأطفال أبنائي الأعزاء
- ثلاثية طموح على الأرصفة
- مسلسل الدنيا بخير
- تمثيلية صمت وامل
- مسلسل نوادر الظرفاء
- مسلسل طواريات
- زووم عالمحسوم
- رمل الذاكرة
- العسل المر

### تقديم برامج
- برنامج دغدغه عام 2015 اجتماعي
- مفاهيم ومصطلحات عام 2017 سياسي

## نشاطات وأعمال أخرى
- مدرساً في القوات المسلحة الأردنية  من عام 1982-1984
- مدرساً في مدارس الروم الكاثوليك بالزرقاء من عام 1985*1988
- معرض رسومات عام 1985
- عضو نقابة الفنانين الأردنيين من عام 1990
- عضو في الوسطية والفكر سابقاً
- مدير برامج ومدير تنفيذي في محطة فضائية عربية (نورمينا)2005-2006
- مدير قناة بترا الفضائية ومؤسسها من عام 2007*2008
- مدير عام ديار للإنتاج الفني والإعلامي إلى الآن
- مستشار فني في مجال الإنتاج التلفزيوني
- خبير في تقديم المشورة الفنية في  أدوات الإنتاج والخبرة العملية
- خبير في تاسيس المحطات الفضائية
- ناشط في العمل الإنساني من خلال العمل في المجال الفني
- مسؤول عام عن قناة عودة الفضائية من تاريخ 1/3/2011 حتى تاريخ 15/8/2012
- مؤسس ومدير عام قناة الفلوجه سابقاً
- مؤسس ومدير عام قناة برايم الفضائية
- منح شهادة تكريم ودرع النخبة في الأردن وتقدير لجهودة المتميزة والمبذولة في عمله الفني والاعلامي  من قبل مركز النخبة بمناسبة عيد جلالة الملك 43 عبد الله الثاني
- منح عدة كتب شكر وتقدير من مراكز فنية متعددة
- منح دروع تقدير من جهات إعلامية مختلفة
- منح شهادة دكتوراه فخرية من المبادرة العالمية للحقوق الإنسانية
- منح شخصية العام في الداخل الفلسطيني عام 2014
- عضو مجلس نقابة الفنانين الأردنين ونائب أمين السر سابقاً
- عضو قيادي في حزب الرسالة.